# Jabierre de Olsón
Jabierre de Olsón (en aragonés, Chabierre d'o Elsón) es una localidad y antiguo municipio  oscense de la comarca del Sobrarbe en Aragón, España. Actualmente forma parte del municipio de Aínsa-Sobrarbe. En el año 2021 tenía censados 10 habitantes.

## Historia
Situado a 30 km de la villa de Aínsa cerca de los embalses de Mediano y El Grado, a 582 m de altitud y a escasos 9 km del Parque natural de la Sierra y Cañones de Guara, Jabierre de Olsón es un pequeño núcleo rural que vive de la agricultura y ganadería así como del turismo.

## Demografía
Perteneció al municipio de Olsón, junto con Mondot, y el propio Olsón, que luego pasaría a integrarse, junto con Arcusa y otros pequeños núcleos, del llamado Biello Sobrarbe en el municipio de Alto Sobrarbe, para acabar, en la actualidad, integrado en el actual municipio de Aínsa-Sobrarbe.
Datos demográficos de la localidad de Jabierre de Olsón desde 1900:
| 41                    | 43 | 43 | 36 | 35 | 18 | 20 | 24 | 0 | 18 | 13 | 10 | 10 |
| (Fuente: IAEST e INE) |    |    |    |    |    |    |    |   |    |    |    |    |

- Datos referidos a la población de derecho.